# Morpho alexandrovna
Morpho alexandrovna är en fjärilsart som beskrevs av Druce 1874. Morpho alexandrovna ingår i släktet Morpho och familjen praktfjärilar. Inga underarter finns listade i Catalogue of Life.